# Ils appellent ça un accident
Pour plus de détails, voir Fiche technique et Distribution.
Ils appellent ça un accident est un film français réalisé par Nathalie Delon et sorti en 1982.

## Synopsis
Après la mort de son fils à cause d'une erreur médicale, une mère tente de gérer la situation et de se reconstruire.

## Fiche technique
- Titre : Ils appellent ça un accident
- Réalisation : Nathalie Delon
- Conseiller technique : Jean-Michel Lacor
- Scénario : Nathalie Delon
- Photographie : Dominique Chapuis
- Décors : Jérôme Fourquin, Philippe Grunebaum et Claude Maury
- Son : Michel Vionnet
- Montage : Yves Deschamps
- Musique : Wally Badarou et Steve Winwood
- Société de production : Goldeneye Production
- Pays d'origine :  France
- Durée : 88 minutes
- Genre : drame
- Date de sortie : France - 29 septembre 1982

## Distribution
- Patrick Norbert : Gabriel
- Nathalie Delon : Julie Fabre
- Gilles Segal : le docteur Fabre
- Jean-Pierre Bagot : le docteur Camus
- Monique Mélinand : la mère de Gabriel
- Robert Benoit : le docteur Jeanlin
- André Lacombe : le poivrot
- Alfred Vericel : Christophe
- Jacques Espagne : le patron du bistrot
- Willy Pierre : l'ami de Gabriel
- Daniel Vérité : le premier rôdeur du bois
- Serge Wagner : le second rôdeur du bois